# Stephan Haering
Stephan Haering OSB (* 15. September 1959 in Grafenau als Bernhard Haering; † 18. November 2020 in München) war ein deutscher Ordensgeistlicher, katholischer Theologe und Kirchenrechtler.

## Leben
Bernhard Haering trat nach dem Abitur 1978 in die Benediktinerabtei St. Michael in Metten ein. 1979 legte er die Profess ab und erhielt dort den Ordensnamen Stephan. Nach dem Theologiestudium empfing er 1984 die Priesterweihe. Zudem studierte Stephan Haering Geschichte und Germanistik sowie Kanonisches Recht an den Universitäten in Salzburg, München und Washington. Er wurde 1987 in Salzburg zum Dr. theol. promoviert und 1996 in München zum Dr. iur. can. habilitiert.
Von 1997 bis 2001 war er Ordentlicher Universitätsprofessor für Kirchenrecht an der Julius-Maximilians-Universität Würzburg, anschließend Inhaber des Lehrstuhls für Kirchenrecht, insbesondere Verwaltungsrecht sowie Kirchliche Rechtsgeschichte an der Ludwig-Maximilians-Universität München.
Er war Richter am Erzbischöflichen Konsistorium und Metropolitangericht München, Berater der Glaubenskommission der Deutschen Bischofskonferenz, Mitglied der Arbeitsgruppe Kirchenrecht der Deutschen Bischofskonferenz und Geschäftsführender Herausgeber und Schriftleiter der Zeitschrift Archiv für katholisches Kirchenrecht.
Papst Benedikt XVI. berief ihn im Oktober 2005 als Mitarbeiter des Sondersekretariats für die XI. Ordentliche Generalversammlung der Bischofssynode. Er war seit Januar 2012 Mitglied des Hochschulrates der Katholischen Universität Eichstätt-Ingolstadt. Zudem gehörte Haering der Bayerischen Benediktinerakademie an. Ab Oktober 2009 war er Ehrenmitglied der Studentenverbindung K.D.St.V. Trifels München im CV.
Haering war Mitherausgeber eines Lexikons des Kirchenrechts und Autor zahlreicher kirchenrechtlicher sowie kirchen- und ordenshistorischer Schriften. Er verfasste zudem zahlreiche Artikel im Biographisch-Bibliographischen Kirchenlexikon (BBKL).
Haering starb im November 2020 überraschend im Alter von 61 Jahren.

## Veröffentlichungen (Auswahl)

### Als Verfasser
- Die Bayerische Benediktinerkongregation 1684–1803. Eine rechtsgeschichtliche Untersuchung der Verfassung eines benediktinischen Klösterverbandes unter Berücksichtigung rechtlicher Vorformen und rechtssprachlicher Grundbegriffe (= Studien und Mitteilungen zur Geschichte des Benediktinerordens und seiner Zweige. Band 100, Heft I/II). EOS, St. Ottilien 1989.
- Rezeption weltlichen Rechts im kanonischen Recht. Studien zur kanonischen Rezeption, Anerkennung und Berücksichtigung des weltlichen Rechts im kirchlichen Rechtsbereich aufgrund des Codex Iuris Canonici von 1983 (= Münchener Theologische Studien. III. Kanonistische Abteilung. 53). EOS, St. Ottilien 1998, ISBN 978-3-88096-353-5.

### Als Herausgeber
- In unum congregati. Festgabe für Augustinus Kardinal Mayer OSB zur Vollendung des 80. Lebensjahres. Abtei-Verlag, Metten 1991, ISBN 978-3-9801820-5-8.
- mit Josef Kandler & Raimund Sagmeister: Gnade und Recht. Beiträge aus Ethik, Moraltheologie und Kirchenrecht. Festschrift für Gerhard Holotik zur Vollendung des 60. Lebensjahres. Lang, Frankfurt u. a. 1999, ISBN 978-3-631-35296-0.
- mit Burghard Pimmer-Jüsten & Martin Rehak: Statuten der deutschen Domkapitel (= Subsidia ad ius canonicum vigens applicandum. 6). Abtei-Verlag, Metten 2003, ISBN 978-3-930725-02-1.
- mit Rudolf Weigand, Peter Landau, Waltraud Kozur, Karin Miethaner-Vent & Martin Petzolt: Magistri Honorii Summa „De iure canonico tractaturus“. Tom. I (Monumenta Iuris Canonici, Series A, Corpus Glossatorum 5/I). Biblioteca Apostolica Vaticana, Città del Vaticano 2004.
- mit Heribert Schmitz: Lexikon des Kirchenrechts (LThK kompakt). Herder, Freiburg-Basel-Wien 2004, ISBN 978-3-451-28522-6.
- mit Johann Hirnsperger: Statuten der österreichischen Kathedral- und Kollegiatkapitel (= Subsidia ad ius canonicum vigens applicandum. 8). Abtei-Verlag, Metten 2007, ISBN 978-3-930725-04-5.
- mit Johann Hirnsperger, Gerlinde Katzinger & Wilhelm Rees: In mandatis meditari. Festschrift für Hans Paarhammer zum 65. Geburtstag (= Kanonistische Studien und Texte. Bd. 58). Duncker & Humblot, Berlin 2012, ISBN 978-3-428-13745-9.
- mit Wilhelm Rees & Heribert Schmitz: Handbuch des katholischen Kirchenrechts. Dritte, vollständig neubearbeitete Auflage. Verlag Friedrich Pustet, Regensburg 2015, ISBN 978-3-7917-2723-3.
- mit Korbinian Birnbacher: Germania monastica. Festschrift für Ulrich Faust OSB zum 80. Geburtstag (= Studien und Mitteilungen zur Geschichte des Benediktinerordens und seiner Zweige. Band 126). eos, Sankt Ottilien 2015, ISBN 978-3-8306-7740-6.
- Ein Ort für Gott und Mensch. 1250 Jahre Benediktinerabtei Metten. Verlag Friedrich Pustet, Regensburg 2016, ISBN 978-3-7917-2760-8.